# Харрис, Мина
Мина Харрис (англ. Meenakshi Ashley Harris, род. 20 октября 1984, Окленд, Калифорния) — американский юрист, писательница и театральный продюсер. Харрис получила премию «Тони» за постановку спектакля «Странная петля», а также была номинирована за мюзикл «Suffs». Первая детская иллюстрированная книга Харрис «Большая идея Камалы и Майи» (2020) была выпущена издательством Balzer + Bray, входящим в состав HarperCollins; в основу книги легла история её матери Майи Харрис и тёти Камалы Харрис, 49-го вице-президента Соединённых Штатов.
В 2017 году Харрис основала кампанию Phenomenal Woman Action Campaign, которая создаёт выразительную моду для поддержки благотворительности. 

## Ранние годы и образование
Харрис родилась 20 октября 1984 года в семье матери-одиночки Майи Лакшми Харрис, личность её биологического отца остаётся неизвестной. Её матери было 17 лет, когда родилась Мина; позже Майя стала юристом и политическим экспертом. Её тетя, Камала Харрис, является 49-м вице-президентом Соединённых Штатов. Её бабушка, Шьямала Гопалан, была индийско-американской исследовательницей рака и борцом за гражданские права, а её дедушка, Дональд Харрис, является ямайско-американским почётным профессором экономики в Стэнфордском университете и также борцом за гражданские права. 
Харрис окончила среднюю школу имени епископа О’Дауда в Окленде, штат Калифорния. Она получила степень бакалавра в Стэнфордском университете в 2006 году и степень доктора права в Гарвардской школе права в 2012 году.

## Карьера

### Phenomenal
В 2017 году она основала модную компанию «Phenomenal», вдохновившись стихотворением Майи Энджелоу 1978 года под названием «Phenomenal Woman». Затем «Phenomenal» расширилась и включила в себя кампанию «Феноменальная женщина», основанную в 2017 году как организация, которая привлекает внимание к социальным проблемам. Кампания охватывает ряд политических вопросов, включая образовательное совершенство и равенство в здравоохранении, реформу уголовного правосудия, гендерное равенство в STEM, репродуктивное здоровье и политическое представительство. Амбассадорами кампании стали Серена Уильямс, Джессика Альба, Марк Руффало, Трейси Эллис Росс, Виола Дэвис, Яра Шахиди, Жанель Монэ, Сара Сильверман, Дебби Аллен, Розарио Доусон, Ван Джонс, Лиззо, Сесиль Ричардс и другие. В сентябре 2018 года Харрис также координировала полностраничную рекламу в The New York Times совместно с Алисией Гарза, основательницей глобальной сети Black Lives Matter, чтобы продемонстрировать национальную поддержку Кристин Блейзи Форд и жертв сексуального насилия. Харрис также управляет Phenomenal Media для письменного контента и Phenomenal Productions для видео и визуального контента. В декабре 2020 года было объявлено, что она и Брэд Дженкинс откроют продюсерскую студию под названием Phenomenal Productions.

### Детские книги
В 2020 году Харрис выпустила свою первую детскую иллюстрированную книгу в издательстве Balzer + Bray, которое входит в состав HarperCollins, под названием «Большая идея Камалы и Майи», основанную на реальной истории её матери Майи Харрис и тёти Камалы Харрис. 19 января 2021 года она выпустила свою вторую детскую книгу «Ambitious Girl», а 14 марта 2023 года вышла её третья детская книга «A Is for Ambitious», обе книги были напечатаны издательством Little, Brown Books for Young Readers.

### Политическое консультирование
Во время успешной кампании Камалы Харрис на выборах в Сенат США в 2016 году Мина Харрис занимала должность старшего советника по политике и коммуникациям. С 2016 по 2017 год Харрис занимала должность комиссара Комиссии Сан-Франциско по положению женщин.

### Другая деятельность
Ранее Харрис также занимала должность руководителя отдела стратегии и лидерства в компании Uber, где её отчим Тони Уэст является главным юридическим директором, а также работала в международной юридической фирме Covington & Burling, компании-разработчике программного обеспечения Slack Technologies и Facebook. 

## Личная жизнь
Харрис вышла замуж за Николаса Аджагу в 2014 году. У них есть две дочери.